# Mencía Micaela Muñoz Cruilles de Casalduch
Mencía Micaela Muñoz Cruilles de Casalduch (Plana Alta, 1658 - Castelló de la Plana, octubre de 1733) fou una noble valenciana.

## Biografia
Micaela Muñoz de Casalduch fou baronessa de la Pobla Tornesa i de la Serra d'en Garceran. Sa mare, Mencía Cruilles, va morir quan només comptava amb nou anys (1667) i son pare, Nicolás Muñoz, va morir quan en tenia 22, amb la qual cosa ella quedà com a hereva de l'extens patrimoni dels Casalduch i dels títols ja esmentats.
Es casà en primeres noces amb Tomás Aracil i, posteriorment, el 14 de desembre de 1683, amb Ventura Ferrer i Milán d'Aragó a la Serra d'en Garceran, tres anys després de la mort de son pare.
Ventura Ferrer era pare de dues filles del seu primer matrimoni amb Isabel Escorcia y Escorcia, Vicenta i Teresa Ferrer Scorcia. Ocupà el lloc de governador de Xàtiva i lloctinent general des de 1686 a 1698, fet que el portà a ser un dels protagonistes de l'esmentada Segona Germani, quan actuà com a comissari general contra els rebels (1693). D'acord amb les ordres del virrei de València, va informar dels moviments rebels i va participar per a controlar el conflicte. A Xàtiva, Micaela va tenir els seus dos fills, el major Joaquín el 1694 i Isabel, dos anys més tard. Quan morí el primogènit, fou la germana qui heretà el vincle dels Casalduch.
Micaela apareix sempre acompanyada pel seu marit com a senyor de les diferents baronies en la documentació, que no apareix signada per ella, segurament perquè no sabia escriure. Així, per exemple, el matrimoni continuà l'enfrontament amb el marqués de Boíl pel senyoriu de Borriol, feu que els Casalduch havien perdut a finals del segle xvi.
Micaela Muñoz va enviudar el 1702, en plena Guerra de Successió, un moment difícil, en què hagué de fer-se càrrec dels dos fills xicotets i del patrimoni que fins a la data havia governat Ventura Ferrer com a propi, i en el que havia fet millores amb diners propis. Durant el conflicte bèl·lic els seus dominis patiren greument, sobretot la Pobla Tornesa quan les tropes de Felip V hi passaren el 1705, en què el palau fou el que més danys va patir. La zona estava travessada per dues vies de comunicació d'importància, com eren el camí de València a Barcelona i el que portava a Aragó. Aquesta circumstància provocà que durant el conflicte fóra un lloc durament castigat. El 1707 les tropes de Berwick pertorbaren de nou la tranquil·litat de la Pobla Tornesa. Aquesta vegada el nombre d'homes que arribaren fou major i els veïns de la zona abandonaren la població, que va quedar deshabitada durant més d'un any. A l'any següent, passaren per la zona les tropes de Dasfelt, que hi acamparen i segaren el blat per abastir-se. El terme de la Serra també va patir els efectes de la guerra, en aquest cas, la seua arbreda de carrasques.
Després del conflicte armat, la baronesa va haver d'afrontar la difícil situació i per això va arribar a un acord amb els habitants de la Pobla que havien abandonat les seues cases. Accedí a perdonar el deute que tenia la vila a canvi que tornaren a la Pobla, amb un compromís de permanència mínima i d'ajudar en la reedificació del molí i de la casa. D'aquesta manera, la baronesa aconseguia veure poblades les seues terres i n'evitava la pèrdua de les rendes.
La reconstrucció i recuperació del patrimoni de Micaela després del conflicte va coincidir amb el matrimoni de la seua filla, Isabel Ferrer (1696-1754) amb Manuel Vallés i Pallarés, el 1713. A partir d'aquell moment la baronessa es va sustentar en el gendre per la gestió del patrimoni familiar. Els seus descendents foren els que uniren les cases dels Casalduch i els Vallés.